# Kuba i olympiska sommarspelen 1924
Kuba deltog med 9 deltagare vid de olympiska sommarspelen 1924 i Paris. Ingen av landets deltagare erövrade någon medalj.